# Ó đuôi đốm
Ó đuôi đốm, tên khoa học Accipiter trinotatus, là một loài chim trong họ Accipitridae.